# Hudaverlija
Hudaverlija (macedónul: Худаверлија) település Észak-Macedóniában, a Délkeleti körzetben, a Radovisi járásban.

## Népesség
| Lakosok száma | 154  | 174  |      |
|               | 1948 | 1953 | 1961 |

- 2002-ben lakatlan település, korábban törökök lakták.